# Montbéliard
Montbéliard là một xã trong vùng hành chính Franche-Comté, thuộc tỉnh Doubs, quận Montbéliard (quận), tổng Chef-lieu von 2 tổngen. Montbéliard nằm trên độ cao trung bình là 337 mét trên mực nước biển. Xã có diện tích 15,01 km², dân số vào thời điểm 1999 là 27.570 người; mật độ dân số là 1.837 người/km².

## Thông tin nhân khẩu
| 1962   | 1968   | 1975   | 1982   | 1990   | 1999   |
| ------ | ------ | ------ | ------ | ------ | ------ |
| 21 699 | 23 908 | 30 425 | 31 836 | 29 005 | 27 570 |

## Các thành phố kết nghĩa
- Ludwigsburg, Baden-Württemberg, Đức
- Greensboro, Hoa Kỳ,

## Nhân vật nổi tiếng
- Georges Cuvier (1769-1832), nhà nghiên cứu tự nhiên
- Frédéric Cuvier (1773-1838), nhà vật lý học
- Frank Darabont (sinh 1959), nhà viết kịch bản phim, đạo diễn
- René Thom (1923-2002), giáo sư toán học

## Địa điểm tham quan
- Lâu đài (Chateau des Comtes), ngày nay là viện bảo tàng
- Nhà thờ Tin Lành Kirche, 1604, kiến trúc sư: Heinrich Schickhardt
- Hôtel Beurnier-Rossel, 1773, kiến trúc sư: Philippe de la Guêpière, ngày nay là Viện bảo tàng Lịch sử và Nghệ thuật
- Tòa thị chính
- Nhà thờ Công giáo Saint-Maimboeuf